# De Nachtegaal

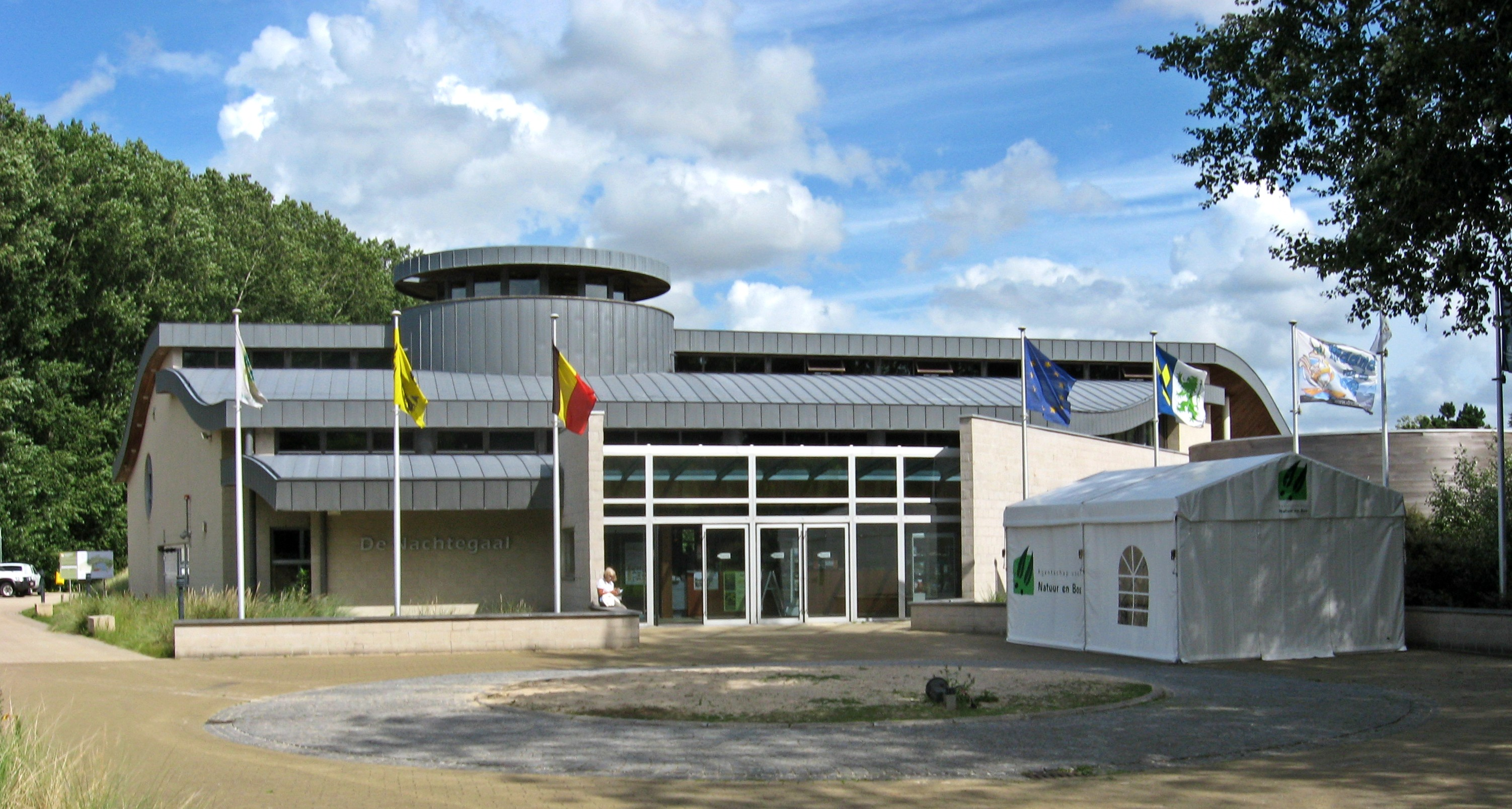
Das Besucherzentrum von Norden, von den Parkplätzen her betrachtet.

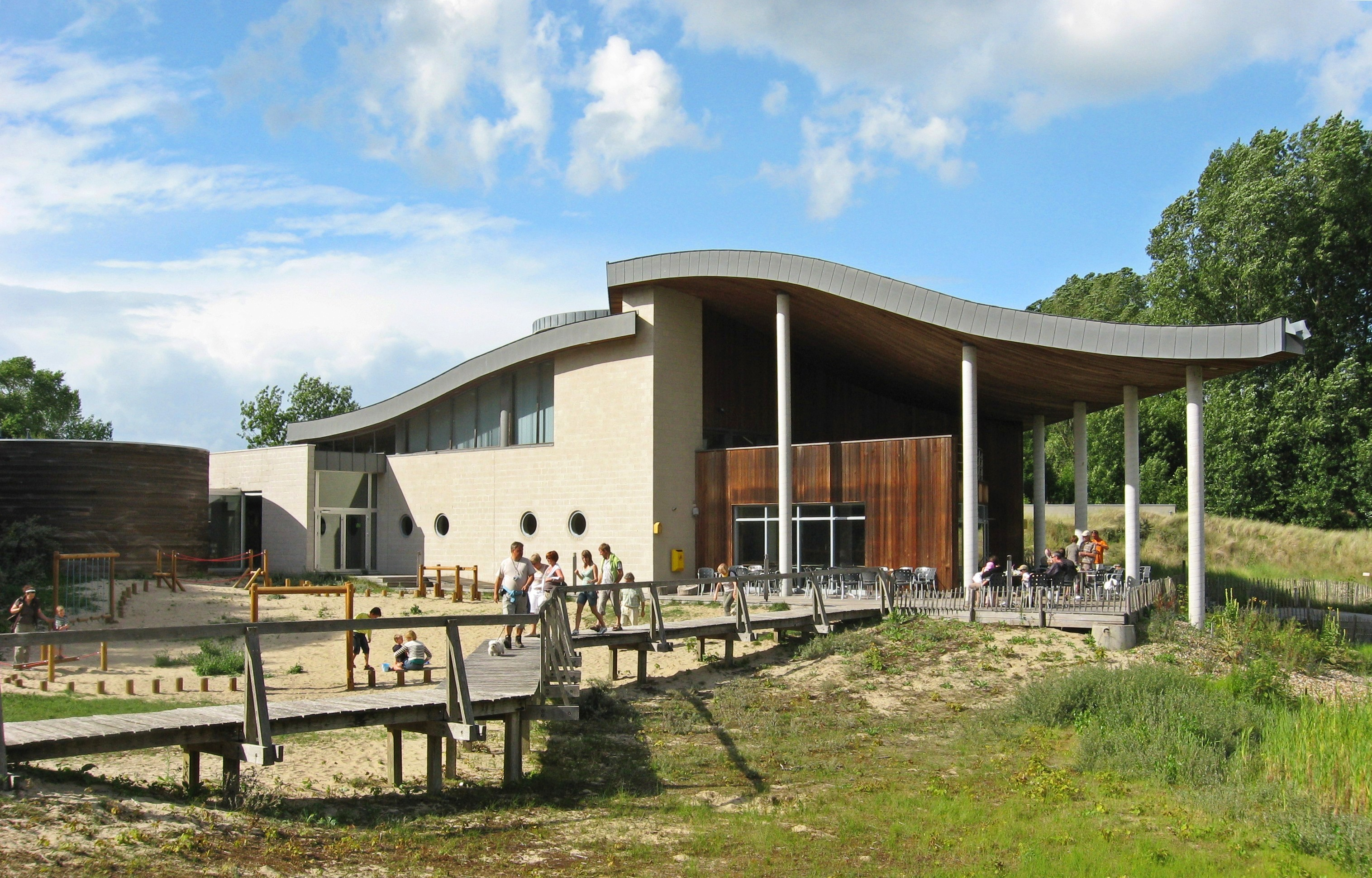
De Nachtegaal von Westen mit Blick auf den Spielplatz und die Terrasse.

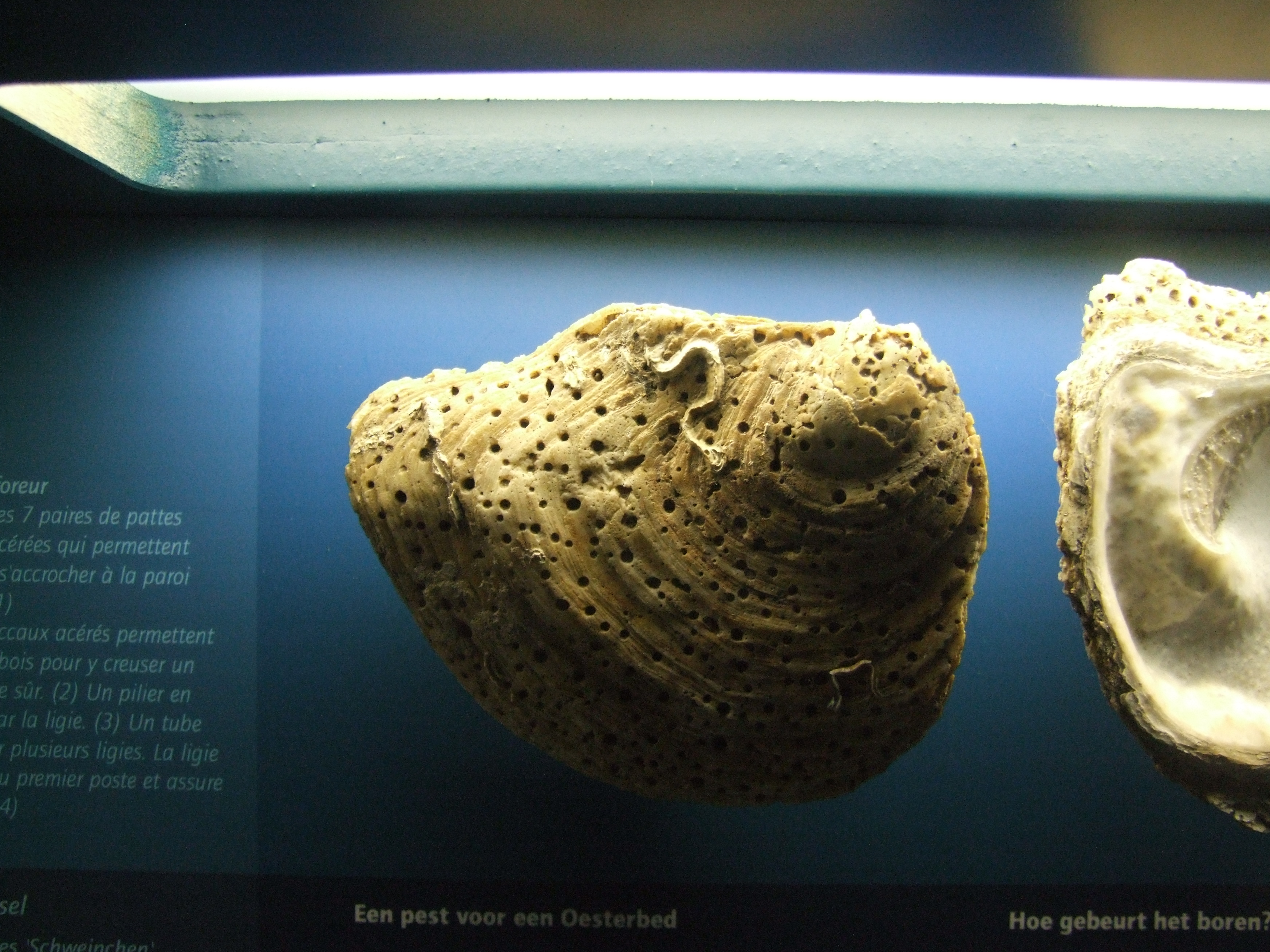
Eine Auster mit Austernpest. Gut sichtbar die Bohrlöcher des Gelben Bohrschwamms, Exponat im Besucherzentrum

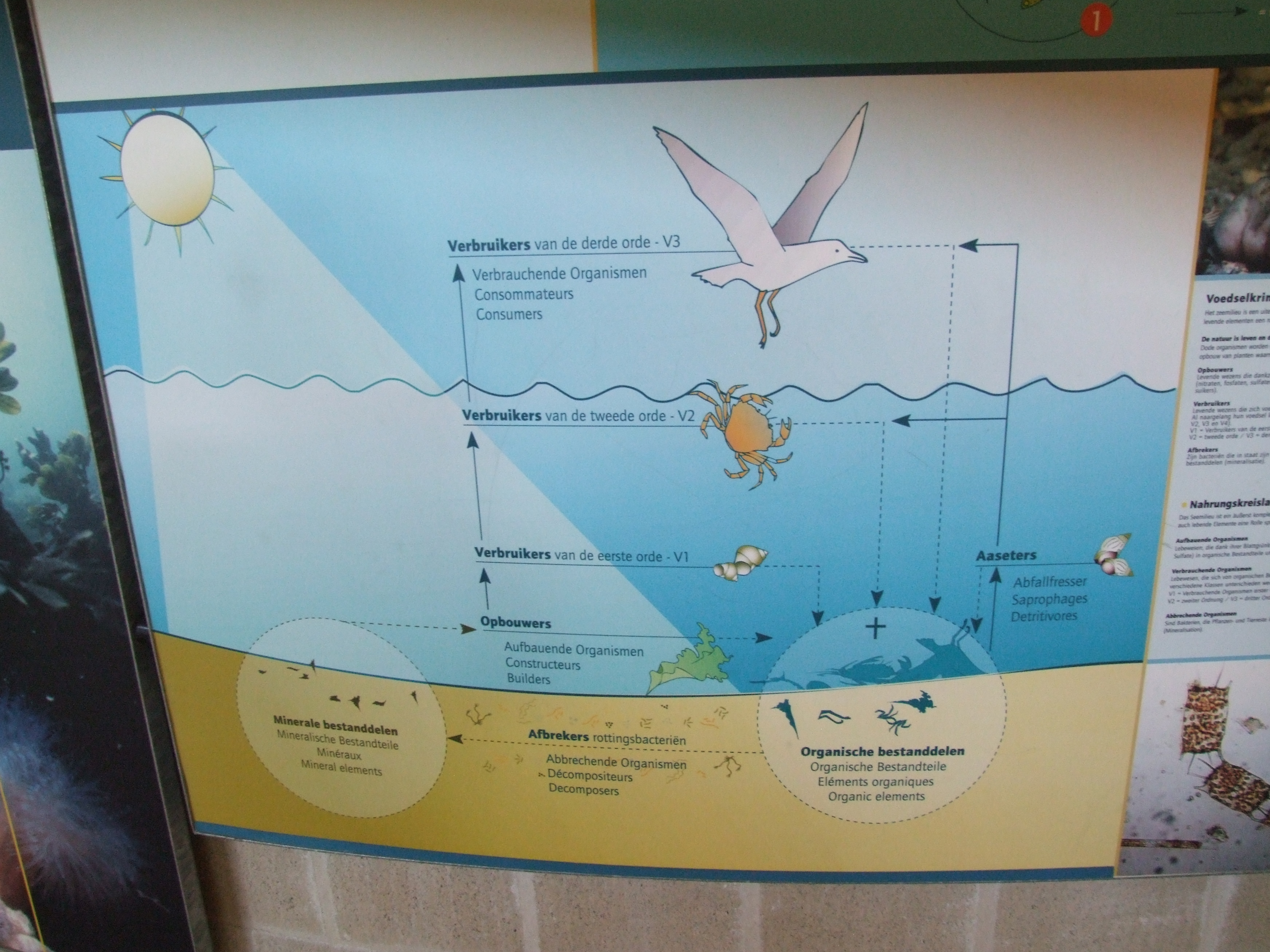
Schautafel im Besucherzentrum

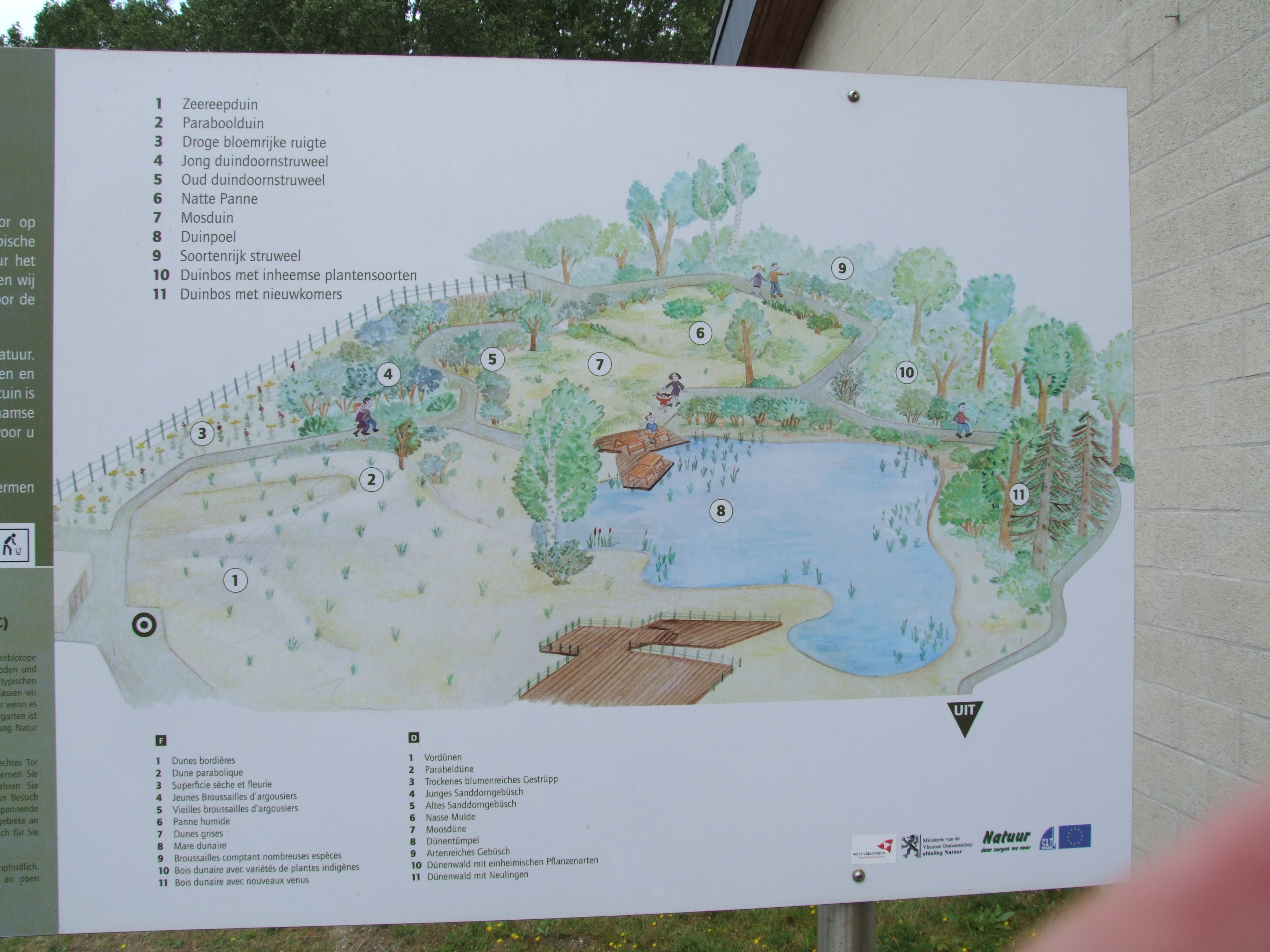
Übersichtstafel über das Außengelände des Besucherzentrums

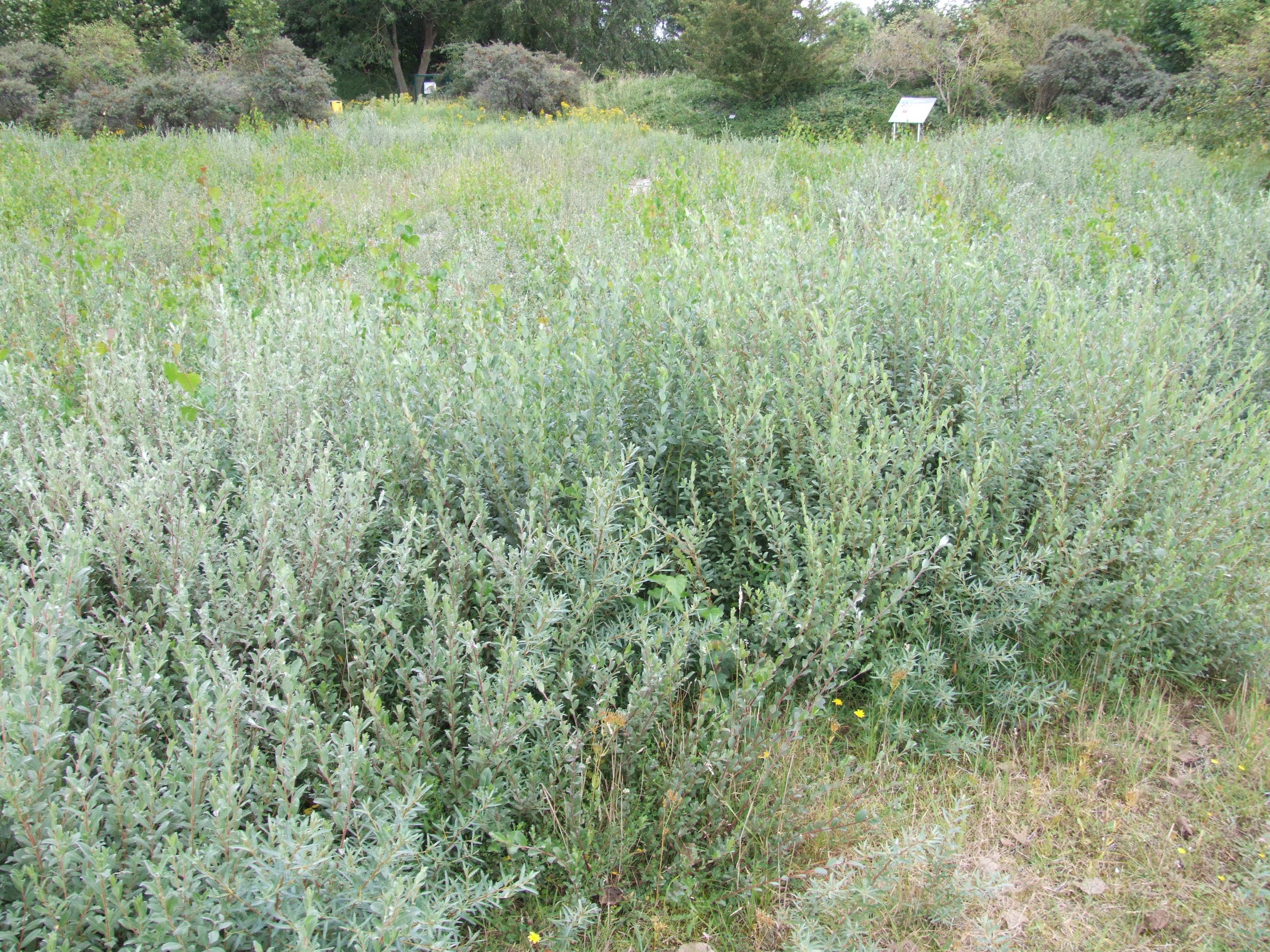
Kriech-Weiden, aufgenommen im Außengelände im Bereich der Oosthoekduinen

De Nachtegaal ist ein Besucher- und Naturausbildungszentrum in der ganz im Westen der belgischen Nordseeküste gelegenen Gemeinde De Panne. In der Gemeinde liegt ungefähr ein Drittel der belgischen Dünenlandschaft. Zu den ökologisch wertvollen Gebieten gehören De Westhoek (dt.: Die Westecke), mit seinen mehr als 500 Pflanzenarten, und Oosthoekduinen (38 Hektar), die auch als Naturschutzgebiete ausgewiesen sind. Des Weiteren gibt es etwa die Krakeelduinen, die Houtsaegerduinen und die Dünenwälder Kerkepannebos (86 Hektar) und Calmeynbos (66 Hektar). In Adinkerke gibt es die 5000 Jahre alte fossile Dünen, die Cabourduinen. Das Naturmuseum und Besucherzentrum De Nachtegaal liegt zwischen dem Dünenwald Calmeynbos und dem Schutzgebiet Oosthoek.
Das Besucherzentrum bietet in seinem Gebäude ein kleines Naturkundemuseum mit einer Vielzahl von Exponaten und instruktiven mehrsprachigen Erläuterungen und Schaubildern zu den Themen Dynamik und Geologie des Naturraums Nordseeküste, küstennahes Meer und dessen Bewohner, sowie zur Flora und Fauna von Strand, jungem Dünengürtel, alte Dünen, Dünenwald, deren menschlicher Nutzung und Naturschutz.
Im Angebot sind auch mehrsprachige Dokumentar- und Lehrfilme und eine Mediathek.

## Museumspädagogik
Der Bereich Erziehung und Museumspädagogik ist ebenfalls Aufgabe der Einrichtung. Die Natur- und Umweltpädagogen werden gestellt von der Zelle NME vom Departement für Umwelt, Natur und Energie.
- Für kleinere Kinder wird eine Kinderroute durch das Museum angeboten
- Für Gruppen und Klassen werden die Routen 10, 27 und 54 für jeweils Kinder der ersten, zweiten oder dritten Klasse der Grundschule angeboten
- Schulen und Familien können pädagogisches Material ausleihen wie etwa den Grenzpfad-Rucksack (Grenspad-rugzak) oder den Brachpieper-Rucksach (Duinpieper-rugzak)
- Im Shop sind umweltpädagogische Pakete zu erwerben
- Die Mediathek enthält viel kindgerechtes Material

Für Gruppen stehen im Angebot zur Verfügung die Feldklasse, das Feldlabor, ein audiovisueller Raum, Cafeteria mit Freiterrasse, Naturgarten und Naturwanderungen.

## Naturgarten im Außengelände
Im Außengelände werden auf einen Rundgang auf kleinem Raum die 11 verschiedenen Biotope des Dünengebietes erlebbar gemacht und auf Schautafeln erläutert:
1. Vordünen
2. Parabeldünen
3. trockenes blumenreiches Gestrüpp
4. junges Sanddorngebüsch
5. altes Sanddorngebüsch
6. nasse Mulde
7. Moosdüne
8. Dünentümpel
9. artenreiches Gebüsch
10. Dünenwald mit einheimischen Pflanzen
11. Dünenwald mit Neulingen

Außerdem ist das Zentrum geeigneter Ausgangspunkt für geführte oder selbständige Wanderungen durch das Dünengebiet. Am Empfangsschalter sind Broschüren und Karten für weitere Wanderungen im Gesamtgebiet erhältlich.

## Verwaltung
Das Vlaams Bezoekers- en Natureducaatie Centrum De Nachtegaal (deutsch: Flämisches Besucher- und Naturausbildungszentrum Die Nachtigall), so der vollständige offizielle Name der Einrichtung, amtliche Abkürzung VBNC De Nachtegaal, wird von der Agentur für Natur und Wälder (flämisch: Agentur voor Natur eb Boos) des Ministeriums der Flämischen Gemeinschaft verwaltet.